# PTU
『PTU』（原題：PTU）は、2003年の香港映画。第23回香港電影金像奨には10部門にノミネートされ、最優秀監督賞を受賞。タイトルの「PTU」はPolice Tactical Unitの略で、香港警察行動部の警察機動部隊を指す。日本では2005年4月23日に劇場公開された。

## ストーリー
ある夜の香港・尖沙咀。ラジオから警官の殉職者が出た現金輸送車襲撃事件を伝えるニュースが流れる中、ホー隊長率いるPTUの部隊は夜勤任務に就く。
同じころ、組織犯罪対策課のサァ刑事は車に傷を付けてきたチンピラたちを追いかけているうちに落ちていたバナナの皮で滑って転び気を失う。しばらくしてホーたちの部隊に発見され目覚めるが、腰のホルスターに収めていた拳銃が無くなっていることに気付く。
昇進を間近に控えたサァは上司に発覚する前になんとしても拳銃を探し出すべく、ホー達に協力してもらうことにするが、同時に街ではギャングのボス・禿頭の息子が殺される事件が起き、拳銃探しどころではない空気が漂いはじめていた。殺人事件の捜査にCIB（刑事情報課）のエリート・チョン警部らも乗り出す中、ホー達PTUとサァは夜明けまでに事態を収拾するため奔走する。

## 出演
| 役名                             | 俳優                         | 日本語吹替 |
| -------------------------------- | ---------------------------- | ---------- |
| ホー・マンジン隊長（何文展）     | サイモン・ヤム               | 古澤徹     |
| ロウ・サァ刑事（盧沙）           | ラム・シュー                 | 相沢正輝   |
| チョン・ライクワン警部（張麗君） | ルビー・ウォン（黃卓玲）     | 本田貴子   |
| PTU隊員                          | マギー・シュウ               | 深見梨加   |
| PTU隊員                          | レイモンド・ウォン（黃浩然） | 置鮎龍太郎 |
| ギョロメ（大眼）                 | エディ・コー（高雄）         | 幹本雄之   |
| ハゲ（禿頭）                     | ロー・ホイパン（盧海鵬）     | 加藤精三   |
| 肥祥叔                           | ウォン・ティンラム（王天林） | 秋元羊介   |

## スタッフ
- 監督：ジョニー・トー
- 製作：ジョニー・トー、パトリック・トン
- 脚本：アウ・キンイー、ヤウ・ナイホイ
- 音楽：チュン・チーウィン
- 撮影：チェン・チュウキョン
- 編集：ロー・ウィンチョン
- 日本語字幕監修：鈴木真理子
- 字幕翻訳：間渕康子

## 受賞・ノミネート

### 第23回香港電影金像奨（2004年）
- 最優秀作品賞 ノミネート
- 最優秀監督賞 受賞
- 最優秀脚本賞 ノミネート
- 最優秀主演男優賞 ノミネート（サイモン・ヤム）
- 最優秀助演女優賞 ノミネート（マギー・シュー）
- 最優秀撮影賞 ノミネート
- 最優秀編集賞 ノミネート
- 最優秀音楽賞 ノミネート
- 最優音響効果賞 ノミネート
- 最優視覚効果賞 ノミネート

### 第9回香港電影金紫荊獎（2004年）
- 最優秀作品賞 受賞
- 最優秀監督賞 受賞
- 最優秀主演男優賞 受賞
- 最優秀助演男優賞 受賞
- 最優秀助演女優賞 受賞
- 最優秀編集賞 受賞

## DVD
- 日本では2005年10月5日に、キングレコードより日本版DVDが発売された。